# Luther Museum Amsterdam
Het Luther Museum Amsterdam, de vroegere naam was Luther Collectie Amsterdam, is een museum dat het publiek kennis wil laten maken met lutheranisme in Nederland en Amsterdam, de rol van Wittenberg als bestuurscentrum en de werken van de diaconie in het verleden en heden, met een collectie van met het lutheranisme verband houdende kunst en historische voorwerpen. Ze is bijeengebracht in de regentenkamers van gebouw Wittenberg, gelegen aan de Nieuwe Keizersgracht te Amsterdam. Hier wordt luthers erfgoed beheerd, tentoongesteld en voor de toekomst behouden. In deze collectie komen de geschiedenis van het Nederlands lutheranisme en de door dit kerkgenootschap uitgevoerde diaconale taken tot uitdrukking. 

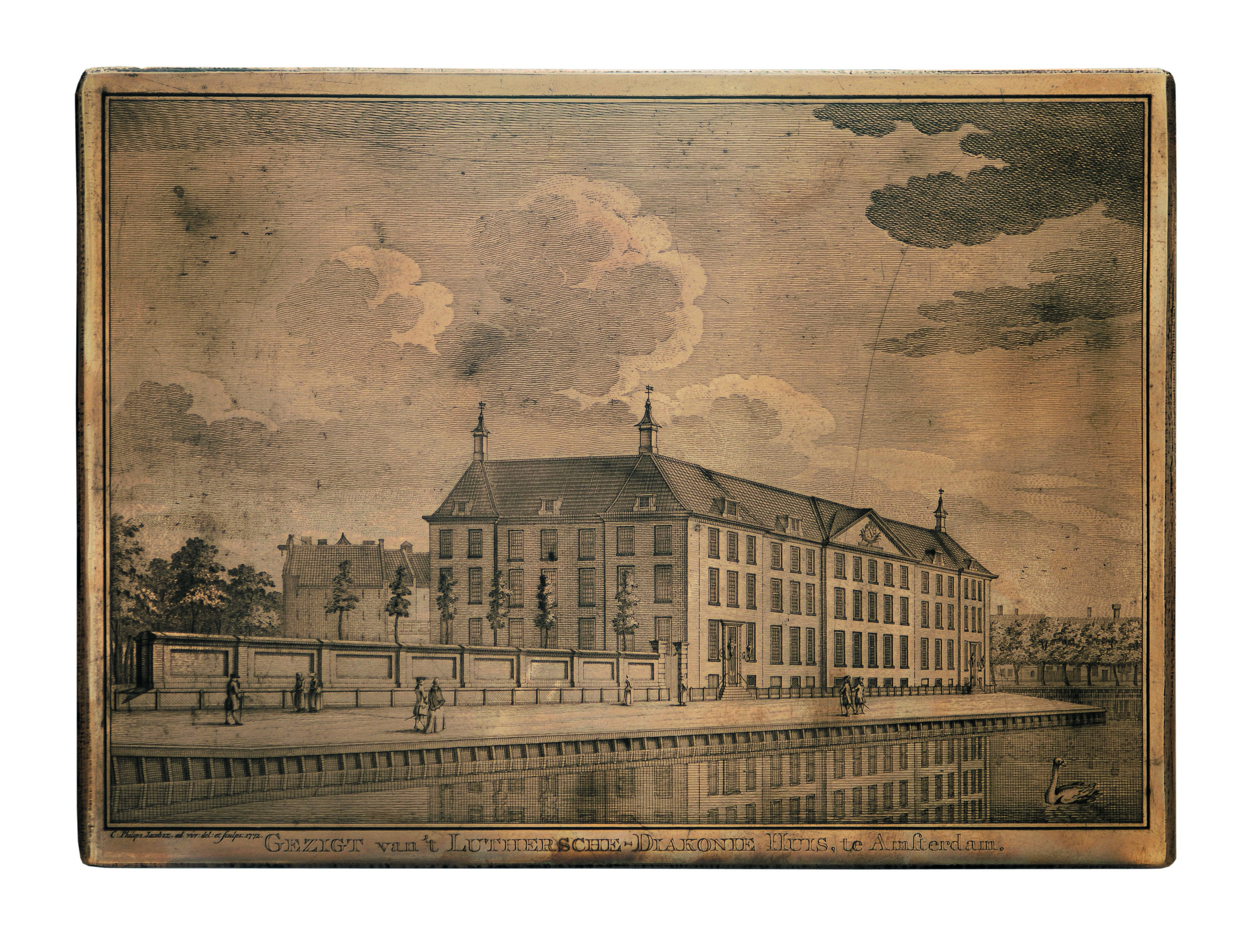
Evangelisch-Lutherse Diacomie Oude Mannen en Vrouwenhuis. Nieuwe Keizersgracht Amsterdam

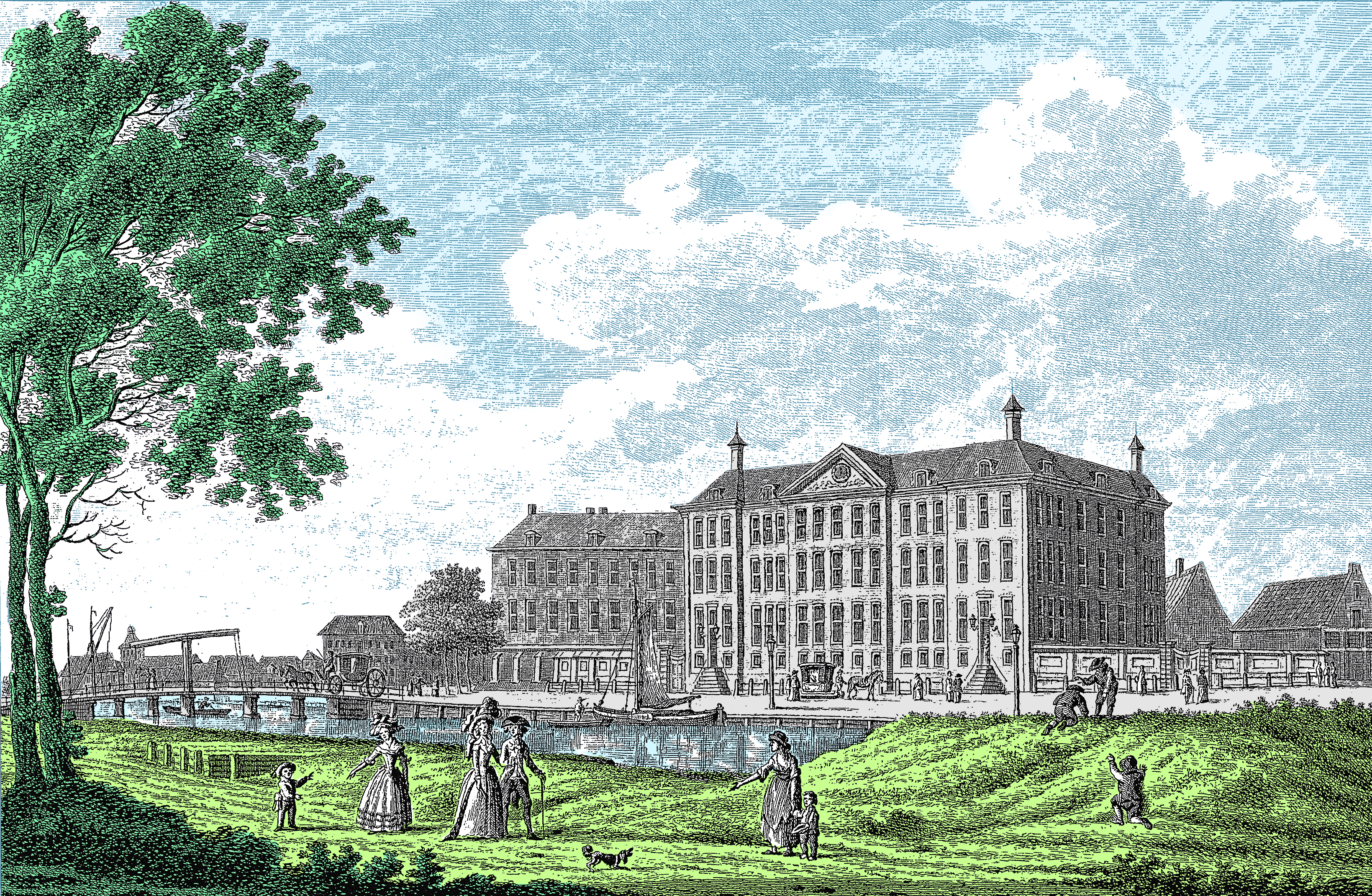
Gravure ELOMVH

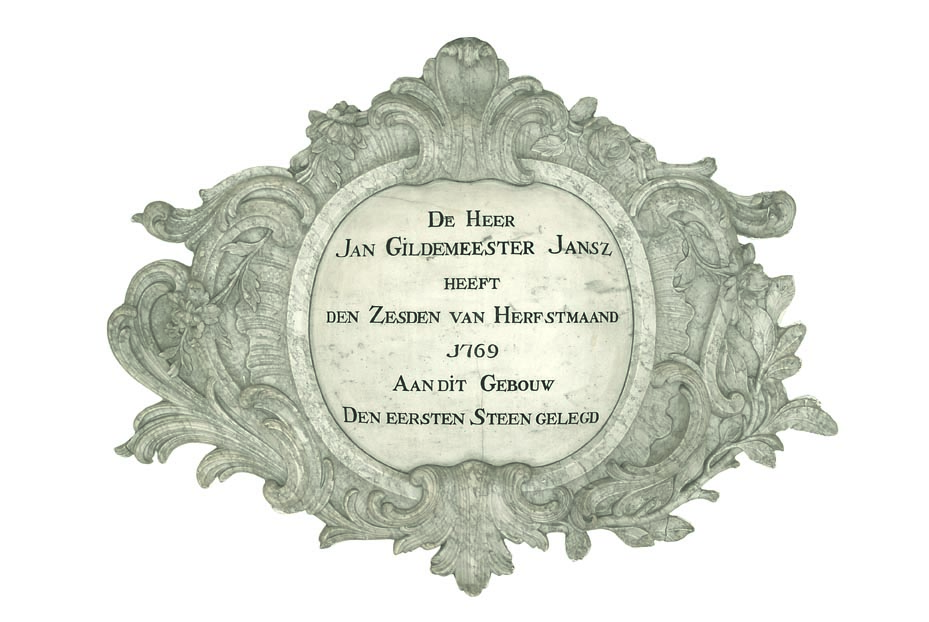
Eerste Steen, marmer 1772

## Geschiedenis
In het midden van de jaren zeventig van de 20e eeuw zag een aantal bestuursleden van het Evangelisch-Luthers Diaconie Oude Mannen- en Vrouwenhuis Amsterdam het belang in van een goed beheer van lutherse kerk- en kunstschatten. In 1986 heeft dit geleid tot de oprichting van een lutherse kunststichting met als doel luthers kerkelijk en diaconaal bezit bijeen te brengen, te inventariseren en waar nodig ter behoud te restaureren. Het was een roerige tijd waarin veel lutherse instellingen ophielden te bestaan en als gevolg daarvan dreigde luthers (kunst)bezit te verdwijnen. Sinds 2008 draagt de stichting, die als doelstelling het behoud van luthers erfgoed heeft, de naam Luther Collectie Amsterdam, welke in 2019 de naam gekregen heeft Luther Museum Amsterdam.

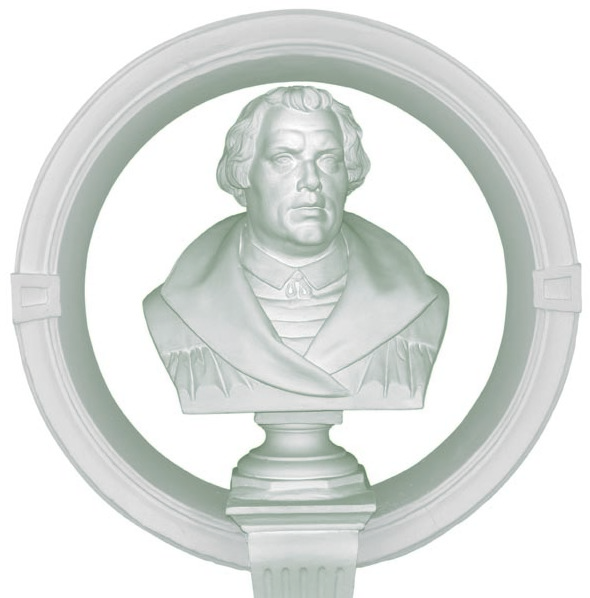
Luther door Georgine Schwartze

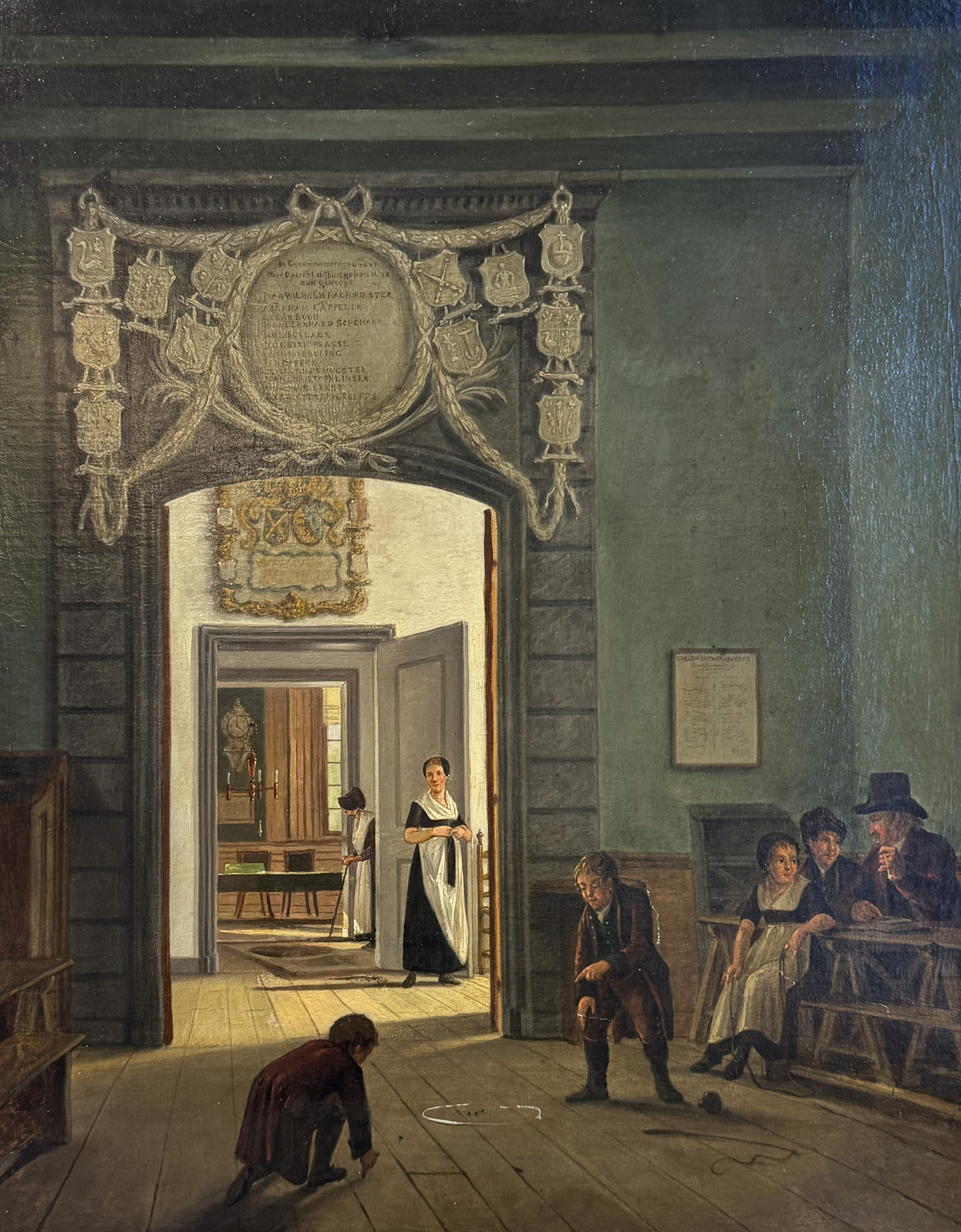
Doorkijk naar de Heren Regentenkamer van het ELOMVH van Johannes Jelgerhuis, ca. 1811

De herkomst van de collectie is zeer divers. Sommige stukken zijn vanaf de oprichting van het gebouw aanwezig in het bestuurscentrum terwijl de authentieke interieurs van de regentenkamers zelf ook een kunsthistorische waarde vertegenwoordigen. Veel onderdelen zijn afkomstig uit het Amsterdamse Evangelisch-Luthers Diaconie Weeshuis of andere lutherse instellingen die de deuren sloten of hun kunst en antiek veilig wilden onderbrengen. Ook schenkingen van particulieren maken deel uit van de collectie. Ten slotte heeft de stichting stukken aangekocht.

## Collectie
De Evangelisch-Lutherse Kerk is van de protestantse kerken in Nederland de meest beeldvormende en bezit als gevolg daarvan belangrijke collecties kunst en antiek. Het gaat daarbij onder meer om schilderijen, bijbels, avondmaalsstellen, antieke meubelen, gravures, klokken, penningen, doopschalen, vaandels en beelden.
De collectie van de stichting bestaat naast historische voorwerpen in de ruimste betekenis van het woord uit zogenaamde 'nagelvaste' onderdelen. Deze nagelvaste stukken zijn vanaf de bouw in 1772 onlosmakelijk verbonden aan het gebouw. Belangrijkste exponent daarvan is de Burgemeesterspoort opgericht uit dankbaarheid aan de vroede vaderen van Amsterdam die de grond voor het te bouwen lutherse verzorgingshuis voor ouden van dagen in 1768 gratis ter beschikking stelden. Deze poort werd ontworpen door Jacob Otten Husly, die ook de schouwen en de plafonds tekende. Het bestuurscentrum waar de regenten zetelden, is toegankelijk via twee andere poorten die uit hout gesneden zijn. Op de eerste poort worden gecommitteerden die de bouw begeleidden genoemd, de tweede poort eert de eerste regenten en regentessen door afbeelding van hun naam en familiewapen. Het betreft vooral de aanzienlijkste Amsterdamse lutherse families uit die tijd. Ook de eerste steen, uit marmer gehakt en verwerkt in de hal van het bestuurscentrum, is een kunstwerk op zichzelf. In dezelfde hal is centraal een voor de bezoeker niet te missen buste van Maarten Luther geplaatst. Deze buste is vervaardigd door de beeldhouwster Georgine Schwartze (1854-1935). Zij was van 1917 tot 1931 regentes van het Luthers weeshuis.
Anno 2012 omvat de collectie 948 stukken. Daaronder een eerste druk van de in 1648 in het Nederlands vertaalde Lutherbijbel, 17e-eeuwse scheepsgeldkisten, en een avondmaalservies ontworpen door Willem Noyons. Onder de schilderijen zijn een portret van Georgine Schwartze door Thérèse Schwartze en het laatste Amsterdamse regentenstuk in olieverf; het bestuur van het lutherse weeshuis geschilderd ter gelegenheid van het 250-jarig bestaan in 1928 door Bart Peizel.

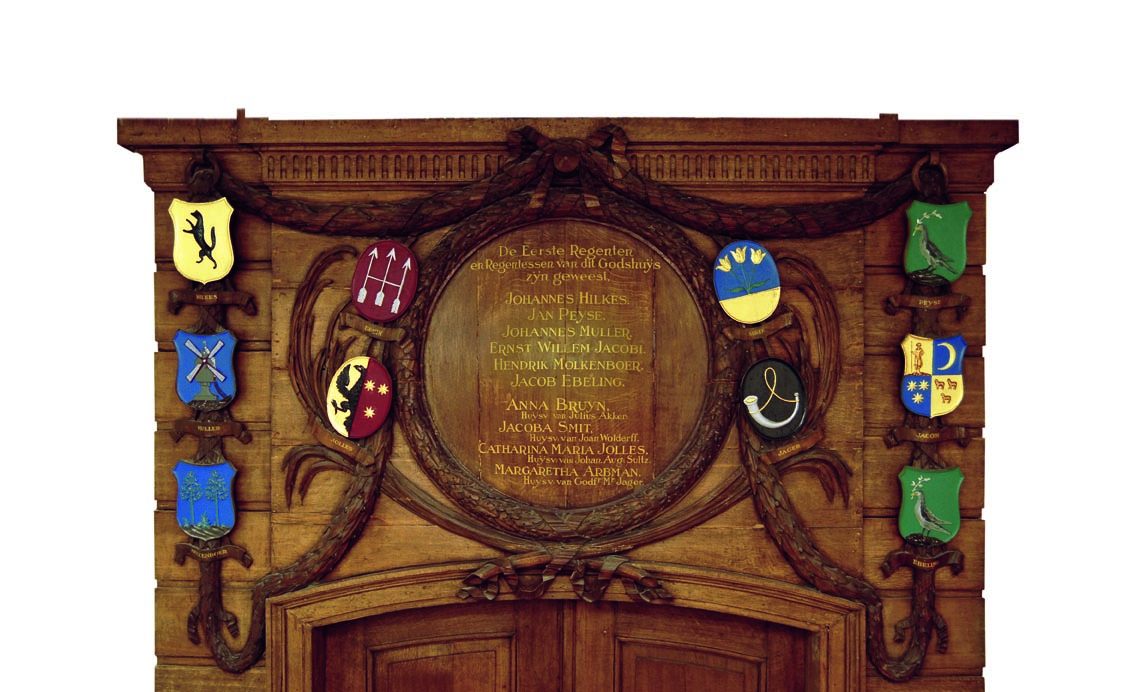
Poort ter ere van de eerste regenten, 1772

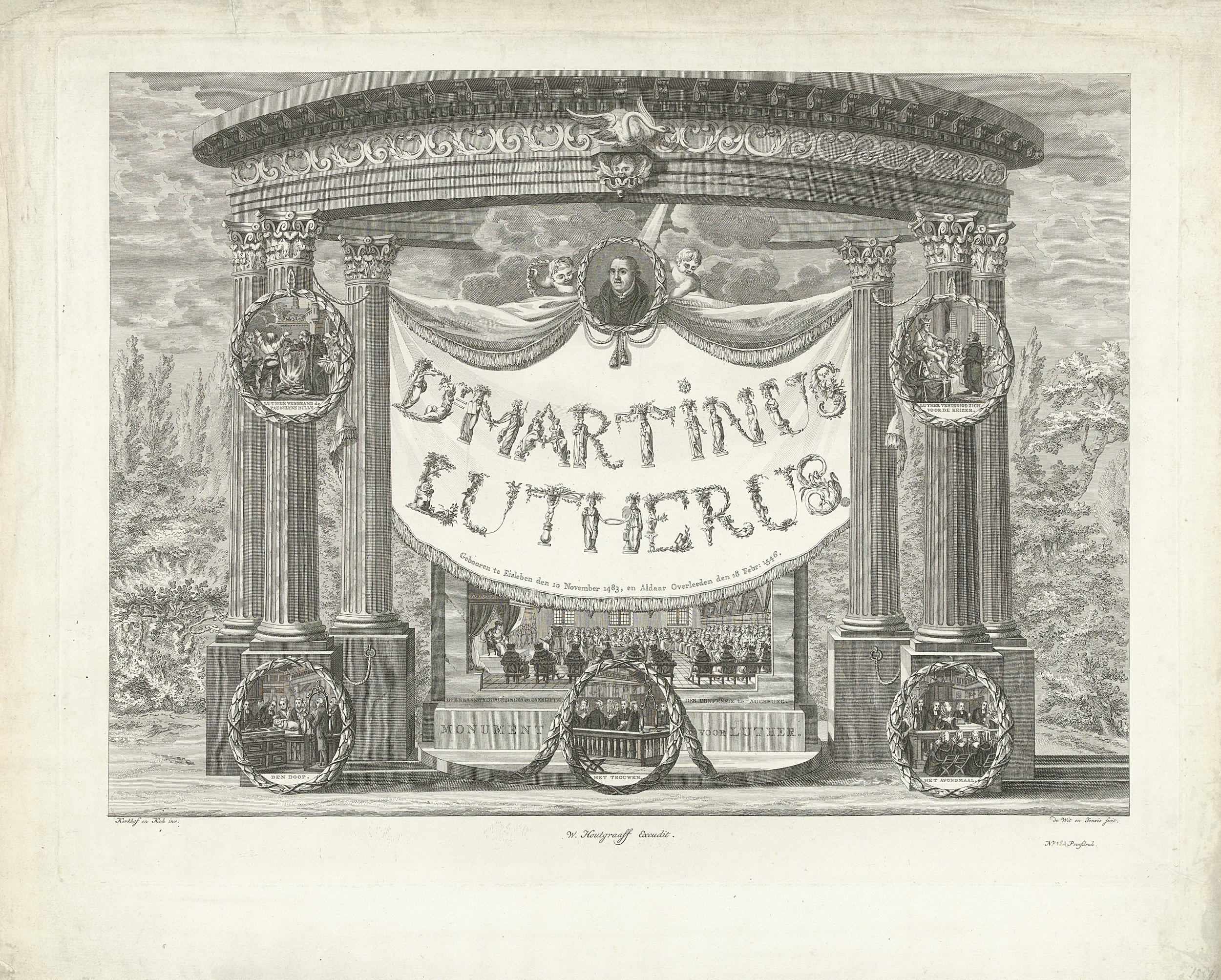
"Monument voor Luther", vóór 1790

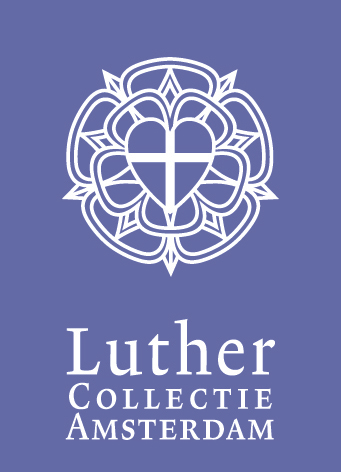
Luther Collectie Amsterdam beheert lutherse kunst en antiek in het bestuurscentrum van gebouw de Wittenberg